# اورما (داغستان)
اورما (به لاتین: Urma) یک منطقهٔ مسکونی در روسیه است که در شهرستان لواشینسکی واقع شده‌است.